# Versicherungsvertrag (Deutschland)

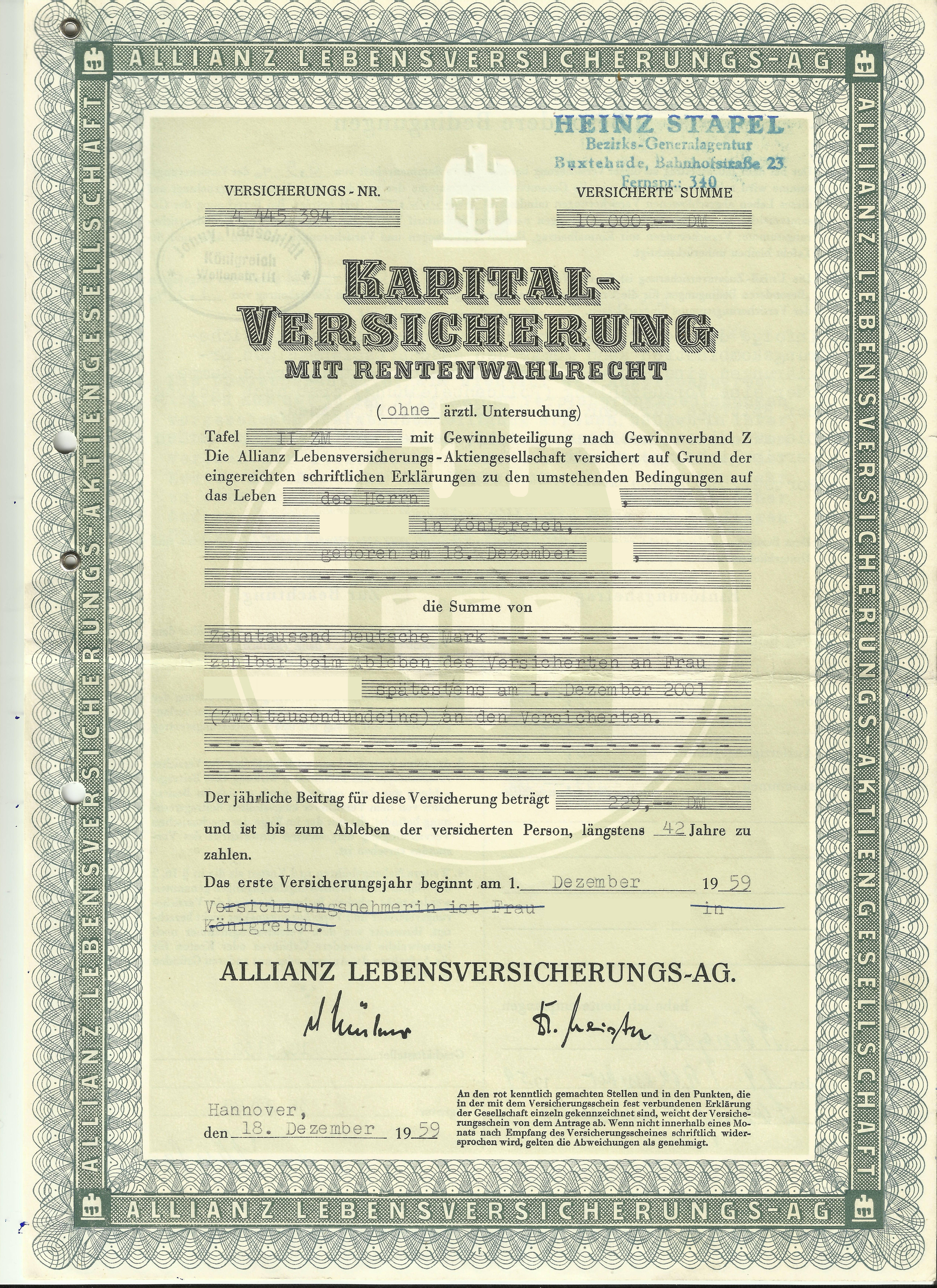
Beispiel aus dem Jahr 1959

Ein Versicherungsvertrag regelt die vertragliche Gewährung von Versicherungsschutz für den Versicherungsnehmer oder die versicherte Person gegen Zahlung einer Versicherungsprämie zugunsten des Versicherers.

## Allgemeines
Versicherungsverträge unterliegen einem besonderen Versicherungsvertragsrecht. Wer durch Gewährung von Versicherungsschutz einen Versicherungsvertrag abschließt, betreibt das Versicherungsgeschäft und unterliegt damit als Versicherer besonderen aufsichtsrechtlichen, handelsrechtlichen und gesellschaftsrechtlichen Vorschriften.

## Definition des Versicherungsvertrages
Eine Legaldefinition des Begriffs „Versicherungsvertrag“ gibt es im deutschen Recht nicht. Die Rechtsprechung knüpft an allein vertragsrechtlich entwickelte Kriterien an. Das Versicherungsvertragsgesetz (VVG) ist anzuwenden, wenn diese Kriterien erfüllt sind. Unternehmen, die Versicherungsgeschäfte betreiben, unterliegen im Rahmen des Aufsichtsrechts der Aufsichtspflicht. Für die Entscheidung der Aufsichtsbehörde, ob Aufsichtspflicht vorliegt, haben sich verschiedene Merkmale als Beurteilungskriterien etabliert. Die Beurteilungskriterien des Vertragsrechtes und des Aufsichtsrechtes sind nicht unbedingt deckungsgleich. Die handelsrechtliche Beurteilung zur Anwendung der handelsrechtlichen Sonderregeln für Versicherungsunternehmen folgt der aufsichtsrechtlichen Beurteilung.
In der Versicherungsbetriebslehre werden folgende Merkmale eines Versicherungsvertrages als typisierend genannt:
Ein Versicherungsvertrag ist die
- entgeltliche, rechtsverbindliche, selbständige
- Zusage einer Leistung
- für den Fall, dass ein Ereignis eintritt, von dem noch ungewiss ist, ob oder wann es eintritt (Versicherungsfall),
- wobei ein Risikoausgleich nach dem Gesetz der großen Zahlen erfolgt.

Es haben sich in der Versicherungswissenschaft verschiedene Theorien zur Natur der Versicherung entwickelt, z. B. die Bedarfsdeckungstheorie, die Geldleistungstheorie, die Gefahrtragungslehre und die Geschäftsbesorgung. Letztere wurde allerdings 2005 vom Bundesverfassungsgericht zurückgewiesen. Hiernach ist bei einem Versicherungsvertrag nicht nur das Verhältnis zwischen dem Versicherer und dem individuellen Versicherungsnehmer zu berücksichtigen, sondern auch dessen Zugehörigkeit zu der Risikogemeinschaft aller Versicherungsverträge des Versicherers. Der Risikoausgleich im Kollektiv ist ein wesentliches Merkmal eines Versicherungsvertrages.
Auch europäisches Recht setzt den Begriff der Versicherung voraus. Mit der Übernahme des International Financial Reporting Standard 4 Versicherungsverträge in europäisches Recht ist erstmals eine Definition für den Begriff des Versicherungsvertrages rechtsverbindlich geworden. Diese gilt allein für die Frage der Anwendbarkeit dieser Vorschrift.
Für Konzerne, die nach der Verordnung (EG) 1606/2002 einen Konzernabschluss nach IFRS erstellen, sind die besonderen Vorschriften für Versicherungsverträge von IFRS 4 auf solche Verträge anzuwenden, die der Definition entsprechen. Sie lautet in der für Deutschland maßgeblichen deutschen Fassung:
„Ein Vertrag, nach dem eine Partei (der Versicherer) ein signifikantes Versicherungsrisiko von einer anderen Partei (dem Versicherungsnehmer) übernimmt, indem sie vereinbart, dem Versicherungsnehmer eine Entschädigung zu leisten, wenn ein spezifiziertes ungewisses künftiges Ereignis (das versicherte Ereignis) den Versicherungsnehmer nachteilig betrifft.“
Hierbei ist Versicherungsrisiko definiert als: „Ein Risiko, mit Ausnahme eines Finanzrisikos, das von demjenigen, der den Vertrag nimmt, auf denjenigen, der ihn hält, übertragen wird.“ Die Definition eines Finanzrisikos schließt solche Risiken aus, die spezifisch für eine der Parteien des Vertrages sind. Nur solche Risiken können also Versicherungsrisiken sein.
Signifikanz wird definiert: „Ein Versicherungsrisiko ist dann und nur dann signifikant, wenn ein versichertes Ereignis bewirken könnte, dass ein Versicherer unter irgendwelchen Umständen signifikante zusätzliche Leistungen zu erbringen hat, ausgenommen der Umstände, denen es an kommerzieller Bedeutung fehlt (d. h. die keine wahrnehmbare Wirkung auf die wirtschaftliche Sicht des Geschäfts haben).“
Damit haben Versicherungsverträge nach IFRS folgende Merkmale:
- Es handelt sich um einen Vertrag zwischen zwei oder mehr Parteien (also z. B. keine ohne Vertrag bestehende Pflichtversicherung, keine Selbstkontrahierung, kein Vertrag zwischen im Konzernabschluss konsolidierten Parteien)
- Gegenstand ist ein für den Versicherten spezifisches Risiko, das nicht erst durch den Vertrag entsteht, sondern durch diesen vom Versicherten auf den Versicherer übertragen wird (also keine Risiken der Kapitalmärkte, keine Bezugnahme auf allgemeine Indices, wie Wetterindices oder andere allgemeine statistische Werte, keine Wetten oder Spiele).
- Das den Leistungsanspruch auslösende Ereignis muss ungewiss, zukünftig und spezifiziert sein und den Versicherungsnehmer nachteilig betreffen.
- Der Leistungsanspruch muss in einer wie auch immer gearteten Kompensation von nachteiligen Folgen bestehen.
- Es muss irgendeine wirtschaftlich relevante Ereignisabfolge geben, bei der eine gegenüber den sonst fälligen vertraglichen Zahlungsströmen signifikante zusätzliche Entschädigungsleistung zu erbringen ist.

## Rechtsfragen
Der Versicherungsvertrag ist in Deutschland ein privatrechtlicher Vertrag. Aufgrund der hervorgehobenen volkswirtschaftlichen Bedeutung der Versicherungen und den zahlreichen Spezialitäten des Versicherungsrechts wurde 1908 das Gesetz über den Versicherungsvertrag (Versicherungsvertragsgesetz – VVG) in Kraft gesetzt. Als Spezialnorm des Versicherungsrechts hat es Vorrang vor den Normen des Bürgerlichen Gesetzbuchs (BGB), von dem nur die allgemeingültigen Bestimmungen etwa zu den Allgemeinen Geschäftsbedingungen (AGB) und der spezifische Sprachgebrauch in der Auslegung für das VVG maßgeblich sind.
Neben dem VVG und BGB haben indirekt das Versicherungsaufsichtsgesetz (VAG) und das Handelsgesetzbuch (HGB) Einfluss auf den Versicherungsvertrag, da hierdurch rechtliche bzw. wirtschaftliche Grenzen der Entscheidungen der Versicherer bei der Vertragsgestaltung gesetzt werden.
Das VVG findet keine Anwendung auf die Zweige der Sozialversicherung, die Seeversicherung und die Rückversicherung.
Neben den gesetzlichen Normen sind die für den jeweiligen Versicherungsvertrag geltenden Vertragsbestimmungen von zentraler Bedeutung. Diese sind in der Vertragsurkunde (gesetzlich als Versicherungsschein bezeichnet) dokumentiert. Ggf. können auch Vertragsbestimmungen, insbesondere für vorvertragliche Verpflichtungen, auf dem Antrag von Bedeutung sein. Vertragsbestimmungen können Individualvereinbarungen oder AGB sein. Gesetzlich werden die Vertragsbestimmungen eines Versicherungsvertrages als „Versicherungsbedingungen“, dabei die AGB als „allgemeine Versicherungsbedingungen“ und die Individualvereinbarungen als „besondere Versicherungsbedingungen“ bezeichnet. Bei der Verwendung dieser Bezeichnungen ist aber besondere Vorsicht geboten, da diese in verschiedenen Bedeutungen verwendet werden.
Mit allgemeine Versicherungsbedingungen werden bezeichnet:
- die AGB des Versicherungsvertrages, gleich wo sie in der Vertragsurkunde angesiedelt sind,
- die bis 1994 genehmigungspflichtigen Vertragsbestimmungen, die nicht alle AGB umfassten,
- die Sammlung eines Teils der AGB des Vertrages, die in geschlossener Form meist am Ende der Vertragsurkunde abgedruckt sind („AVB“) oder
- die Vertragsbestimmungen, die einer Vielzahl von Versicherungsverträgen ohne Rücksichtig auf individuelle Verschiedenheit der einzelnen Wagnisse zugrunde gelegt werden.

Mit besondere Versicherungsbedingungen werden bezeichnet:
- die Individualvereinbarungen des Versicherungsvertrages,
- die bis 1994 nicht genehmigungspflichtigen Vertragsbestimmungen, gleich ob sie AGB oder Individualvereinbarung sind oder
- die Sammlung eines Teils der AGB des Vertrages, die in geschlossener Form meist am Ende der Vertragsurkunde abgedruckt sind, soweit sie besondere oder optional im Vertrag abgeschlossene Risiken oder Sachverhalte betreffen („BVB“), z. B. für Zusatzversicherungen.

Die Vertragsurkunde (gesetzlich als Versicherungsschein bezeichnet) ist üblicherweise in mehrere Teile gegliedert: Die erste Seite ist ein Datenblatt mit den wesentlichen individuellen Angaben zum Versicherungsvertrag (dieses wird, abweichend von der Begriffsbestimmung im VVG, in der Praxis als „Versicherungsschein“ bezeichnet), daran anschließend folgen die Anlagen zum Versicherungsschein (die im gesetzlichen Sinn tatsächlich Teil des Versicherungsscheins sind), die alle übrigen Vertragsbestimmungen enthalten. Zu den individuellen Angaben zählt insbesondere der Versicherungsbeitrag und die Versicherungsleistung, soweit ihre Höhe individuell festgelegt wird, Beginn und Ende des Versicherungsschutzes, aber auch die internen Vertragskennzeichen des Versicherers, wie Versicherungs- oder Versicherungsscheinnummer und interne Produktbezeichnung des Versicherers (Tarif). Innerhalb der Vertragsurkunde werden allerdings auch die gesetzlich vorgeschriebenen Informationen über den Versicherungsvertrag abgedruckt, so dass nicht immer klar ist, was Vertragsbestimmung und was nur Information ist.
Die Vielfalt von unterschiedlich verwendeten, meist sogar überflüssigen, manchmal aber auch unvermeidlich technisch begründeten Fachausdrücken macht es dem Laien regelmäßig schwer, Versicherungsverträge zu verstehen. Grund hierfür sind die in Jahrzehnten gewachsenen, selten aber am Sprachgebrauch der Verbraucher ausgerichteten sprachlichen Vorgaben des VVG, des Aufsichtsrechts, der Aufsichtsbehörde und der Rechtsprechung. Da das Versicherungsprodukt eine reine Rechtskonstruktion ist, muss die Sprache den rechtlichen Vorgaben genau folgen. Auch nur kleinste Änderungen der Wortwahl können bewirken, dass die Klärungen durch Gerichte in der Vergangenheit zu dem Punkt nicht mehr einschlägig sind, sondern eine neue gerichtliche Klärung mit unvorhersehbarem Ausgang gesucht werden muss. Daher stellen sprachliche Neuerungen für die Versicherer ein unkalkulierbares Risiko dar und werden daher soweit möglich vermieden. Dies ist ein grundsätzliches Problem der Versicherungsverträge weltweit. Radikallösungen würden für die Laufzeit der neuen Versicherungsverträge, die Jahre oder Jahrzehnte betragen können, Rechtsunsicherheit schaffen, obwohl Versicherungsverträge gerade Sicherheit schaffen sollen.
Alle AGB müssen sich an den Verbraucherschutzbestimmungen des BGB (§§ 305 ff BGB) messen lassen: Mehrdeutigkeit geht zu Lasten des Versicherers, überraschende oder übermäßig benachteiligende AGB sind unwirksam. Teilweise geben die Vertragsbestimmungen die gesetzlichen Regelungen wieder, teilweise weichen sie von diesen ab oder konkretisieren sie. Sie haben alle vertraglichen Rechte und Pflichten aus dem Versicherungsvertrag beider Parteien zu bestimmen, soweit diese sich nicht direkt durch Gesetz ergeben.
Bis 1994 war der deutsche Versicherungsmarkt reguliert. Dies bedeutete, dass die „allgemeinen Versicherungsbedingungen“, in der Lebens- und Krankenversicherung auch die versicherungsmathematische Kalkulation von Beiträgen, Leistungen und der Deckungsrückstellung explizit durch die zuständige Aufsichtsbehörde (meist das damalige Bundesaufsichtsamt für das Versicherungswesen) genehmigt werden mussten. Um für den einzelnen Versicherer das Genehmigungsverfahren zu vereinfachen, wurden daher die genehmigungspflichtigen Vertragsbestimmungen einheitlich in den verschiedenen Versicherungssparten verwendet. So waren beispielsweise die privaten Haftpflichtversicherungen aller Anbieter hinsichtlich ihrer genehmigungspflichtigen Vertragsbestimmungen identisch, der Wettbewerb bewegte sich fast ausschließlich auf der Preisebene. Aufgrund der mit der Einführung des Europäischen Binnenmarktes für Versicherungen einhergehende Deregulierung der deutschen Versicherung im Jahr 1994 entfiel die Genehmigungspflicht für Vertragsbestimmungen und auch die Preiskalkulation, so dass sich schon nach kurzer Zeit in einigen Sparten (beispielsweise Berufsunfähigkeitsversicherung) ein heftiger Wettbewerb bei der Ausgestaltung des Versicherungsschutzes entwickelte. Soll heute ein Versicherungsvertrag neu abgeschlossen werden, ist ein Vergleich der Vertragsbestimmungen unverzichtbar.

## Am Versicherungsvertrag Beteiligte

### Versicherer und Versicherungsnehmer
Die Vertragsparteien eines Versicherungsvertrags sind der Versicherer, also die Versicherungsschutz gewährende Partei, auf der einen und der Versicherungsnehmer auf der anderen Seite. Versicherer können verschiedene Rechtsformen haben. Versicherungsnehmer können nach den Grundsätzen des allgemeinen Vertragsrechts ausgetauscht werden Versicherungsnehmerwechsel, d. h. alle Vertragsparteien müssen dem Wechsel zustimmen. Diese Möglichkeit besteht auch für den Versicherer, doch kann auf Grund von besonderen aufsichtsrechtlichen Bestimmungen (§ 13 VAG) ein Bestand von Versicherungsverträgen von einem Versicherer auf einen anderen allein mit Zustimmung der Aufsichtsbehörde übertragen werden, – abweichend vom normalen Vertragsrecht (§ 415 BGB) – ohne dass es der Zustimmung der Versicherungsnehmer bedarf (§ 13 Absatz 5 2. Halbsatz VAG).

### Versicherte Person
Bei Personenversicherungen und einigen direkt Personen zugeordneten Risiken (wie z. B. dem Haftpflichtrisiko) gibt es neben dem Versicherungsnehmer noch eine oder mehrere versicherte oder mitversicherte Personen, auf die das versicherte Risiko abgestellt ist. Bei anderen Versicherungen wird im Versicherungsvertrag auf die versicherte Sache bzw. ein versichertes Vermögensinteresse Bezug genommen, wobei stets der Versicherungsnehmer ein Interesse (versichertes Interesse) hieran haben muss.
Zum Bezug der Leistung berechtigt ist grundsätzlich der Versicherungsnehmer, doch ist gerade in der Lebensversicherung (wo der Versicherungsnehmer z. B. als versicherte Person die im Todesfall fällige Leistung nicht mehr erhalten kann) oft eine andere Person oder seltener auch Institution, der Bezugsberechtigte, im Versicherungsvertrag benannt. Die Bezugsberechtigung ist grundsätzlich widerruflich und stellt damit noch keinen Anspruch des Bezugsberechtigten dar. Erst bei Fälligkeit der Leistung entsteht ein Anspruch. Ist die Bezugsberechtigung hingegen unwiderruflich im Vertrag ausgestaltet, so hat der Bezugsberechtigte bereits vor der Fälligkeit der Leistung  Anwartschaftsrechte, die allein von den Leistungsbedingungen abhängen, um zum Vollrecht (Eigentum) zu erstarken. Bezugsberechtigte gehören im engeren Sinn nicht zu den Beteiligten am Versicherungsvertrag, gleichwohl sie im Bereich der betrieblichen Altersversorgung Informations- und Gestaltungsrechte in Bezug auf den Versicherungsvertrag haben können. Ein unwiderrufliches Bezugsrecht kann nur noch mit der Einwilligung des Bedachten geändert werden (Gestaltungsrechtsvorbehalt).
In der Schadenversicherung sind häufig weitere Personen am Versicherungsvertrag beteiligt, sei es als versicherte Person bei der Versicherung für fremde Rechnung oder aufgrund sonstiger enger Beziehung zum versicherten Interesse. In der Haftpflichtversicherung ist der Geschädigte im Schadensfall beteiligt, sei es über den Direktanspruch im Bereich der Kraftfahrt-Haftpflichtversicherung, sei es über ihn schützende Regelungen des Versicherungsvertragsgesetzes wie § 156 Absatz 1 oder § 157 VVG.
Indirekt gilt auch der Versicherungsvermittler als Beteiligter, da er als Handelsvertreter oder Makler den Versicherungsvertrag zwischen den Vertragsparteien vermittelt.
In manchen Fällen sieht der Vertrag auch einen gesonderten Beitragszahler vor. Zahlt dieser als unmittelbar am Vertrag nicht Beteiligter die Prämien nicht, tritt die Verantwortung des Versicherungsnehmer für die Beitragszahlung wieder in den Vordergrund (Prämienhaftung).

## Rechtspflichten und Obliegenheiten der Beteiligten
Der Versicherungsnehmer haftet für die vom Versicherer einklagbare Prämienpflicht. Er hat den Versicherungsbeitrag zu bezahlen. Die Prämienpflicht ist ebenso wie die Leistungspflicht des Versicherers im Rahmen des vereinbarten Deckungsschutzes eine Primärleistungspflicht, oder sogenannte vertragliche Hauptpflicht.
Obliegenheiten sind dagegen lediglich Nebenpflichten des vertraglichen Synallagmas. Sie sind selbst zwar nicht einklagbar; werden sie jedoch vom Versicherungsnehmer schuldhaft verletzt, kann resultieren, dass der Versicherer nicht zu leisten braucht. Die Obliegenheiten unterscheiden sich je nach Art der Versicherung erheblich. Sie können darin bestehen, dass der Versicherungsnehmer nach Eintritt des Versicherungsfalls zumutbare Maßnahmen zur Vermeidung von Folgeschäden ergreifen muss, können sich aber auch darauf beschränken, den Versicherer innerhalb einer bestimmten Frist über den eingetretenen Versicherungsfall zu informieren.
Die vertragliche Hauptleistung des Versicherers besteht darin, die für den Versicherungsfall (Schadensfall) vereinbarte Leistung zu erbringen. Hierfür trägt der Versicherer die Gefahr beziehungsweise das Risiko. Da der Versicherungsvertrag ein Dauerschuldverhältnis ist, schulden sich beide Vertragsparteien eine ständige Gewähr für die Erfüllung des Vertragszwecks. Dem Versicherer obliegt insbesondere, die aufsichtsrechtlich vorgesehenen Vorgaben zur Sicherung der dauernden Erfüllbarkeit seiner Verträge, zu beachten. Beim etwaigen Vorwurf einer vorvertraglichen Anzeigepflichtverletzung gegen den Versicherungsnehmer obliegt es dem Versicherer, alle eingereichten Unterlagen gewissenhaft zu überprüfen und bei Bedarf Rückfragen zu stellen. Widrigenfalls kann er sich nicht auf die Obliegenheit des Versicherungsnehmers berufen, die notwendigen Angaben zu machen.

## Dauer des Versicherungsvertrages

### Abschluss, Ablauf und Kündigung des Versicherungsvertrages
Der Versicherungsvertrag hat als Vereinbarung gegenseitiger Rechte und Pflichten keine bestimmte Geltungsdauer. Der Vertrag beginnt, wenn er nach den Vorschriften des BGB durch die Parteien geschlossen ist, gleichgültig wann z. B. die Versicherungsdauer beginnen soll. Der Vertrag endet, wenn alle Rechte und Pflichten aus dem Vertrag endgültig erfüllt oder erloschen sind.
Zu Beginn des Vertrages stehen den Versicherungsnehmern besondere Widerrufs- bzw. Rücktrittsrechte zu. Die Widerrufsfrist beginnt ab Erhalt der Versicherungsbedingungen. Bei Sachversicherungen, aber auch der Krankenversicherung, beträgt die Widerrufsfrist 14 Tage (§ 8 VVG). In der Lebensversicherung/Rentenversicherung beträgt die Frist 30 Tage (§ 152 VVG).
Nach Abschluss des Vertrages überprüft die Versicherung, ob Versicherungsschutz gewährt werden kann. Innerhalb der Bindungsfrist (meist bis zu 6 Wochen) ist der Versicherungsnehmer, vorbehaltlich des Widerrufsrechts, an den Vertrag gebunden. Läuft die Bindungsfrist ab und der Antrag wurde von der Versicherung noch nicht erkennbar angenommen, kann der Versicherungsbesteller den Vertrag auflösen lassen.
Kündigungsrechte stehen beiden Vertragsparteien zu: Sie können aus Beitragsverzug des Versicherungsnehmers, unberechtigte Leistungsverweigerung des Versicherers und im Leistungsfall resultieren; in der privaten Krankenversicherung verzichtet der Versicherer auf das außerordentliche Kündigungsrecht im Leistungsfall.
Nach bestimmten Fristen haben Versicherungsnehmer Kündigungsrechte, meistens zum Ende einer Beitragszahlungsperiode (also vor Fälligkeit des nächsten Beitrags). Bereits erworbene Ansprüche erlöschen durch Kündigung regelmäßig nicht. Die Kündigung bewirkt nur ein Ende der Beitragszahlungspflicht und das Ende des Versicherungsschutzes, d. h. nach der Wirksamkeit der Kündigung auftretende Versicherungsfälle führen nicht mehr zu einem Leistungsanspruch. In der Lebensversicherung führen die erworbenen Ansprüche zu beitragsfreien Leistungen, wie sie im Vertrag vereinbart sind, soweit nicht die gesetzlich bestimmten Mindestleistungen bei Beitragsfreistellung günstiger sind. In einigen Fällen sieht das Gesetz auch ein Recht des Versicherungsnehmers vor, dass der Versicherer die vom Versicherungsnehmer erworbenen Ansprüche zurück kaufen muss. Hierfür muss der Versicherer den vertraglich vereinbarten Rückkaufswert zahlen, soweit nicht die gesetzlich bestimmten Mindestleistungen bei Rückkauf günstiger sind. Der Wert der bei Kündigung bestehenden zukünftigen Ansprüche aus dem Vertrag beruht nicht auf den zuvor gezahlten Beiträgen, sondern auf dem Verhältnis der aufgrund des Vertrages zukünftig zu erbringenden Leistungen und der dafür noch zu zahlenden Beiträge. Da die Beiträge insgesamt so kalkuliert sein müssen, dass sie auch die möglichen Leistungen der Vergangenheit abdecken, vor allem aber auch die tatsächlichen oder möglichen Aufwendungen des Versicherers, insbesondere die Abschlussaufwendungen, sind in der Anfangszeit die Rückkaufswerte – oft sogar wesentlich – niedriger als die Summe der bis zur Kündigung gezahlten Beiträge. Daher sind vorzeitige Kündigungen meist nachteilig.

### Versicherungsdauer
Versicherungsschutz bedeutet, dass für zukünftig auftretende Versicherungsfälle (in seltenen Fällen besteht der Versicherungsfall im Bekanntwerden eines vergangenen Ereignisses) Entschädigungen geleistet werden. Ein Versicherungsverhältnis liegt vor, wenn Versicherungsschutz besteht. Meistens ist der Zeitraum, in der auftretende Ereignisse aufgrund des Vertrages zu einem Entschädigungsanspruch führen, begrenzt. Dieser Zeitraum, in dem das Versicherungsverhältnis besteht, wird als Versicherungsdauer oder Gefahrtragungsdauer bezeichnet. Die genaue Bestimmung von Versicherungsbeginn und -ende, also Beginn und Ende der Versicherungsdauer, ist eine wesentliche Vereinbarung im Versicherungsvertrag. Ein anderer in Versicherungsverträgen vorkommender Begriff ist die Leistungsdauer. Diese ist von Bedeutung, wenn die Leistung nicht in einer einmaligen, sondern, wie im Fall von Renten, in regelmäßigen Zahlungen besteht. Die Leistungsdauer bestimmt, wann die Zahlung beginnt und wann sie endet. Im Fall einer Leibrente ist das Ende wiederum von einem versicherten Ereignis, dem Überleben, abhängig. Damit ist die Leistungsdauer zugleich auch Versicherungsdauer, weil hier für die Dauer der Leistung Versicherungsschutz für das Überleben besteht. Weiter regeln Versicherungsverträge die Beitragszahlungsdauer, also bei laufender Beitragszahlung Beginn, Ende und die jeweiligen Fälligkeitstermine der Beitragszahlungen, insbesondere, ob diese einmal jährlich, halbjährlich, quartalsweise oder monatlich erfolgen.